# فنسنت ميخائيل براون
فنسنت ميخائيل براون (بالإنجليزية: Vincent Michael Brown)‏ هو رسام بريطاني، ولد في 3 ديسمبر 1971 في برستل في المملكة المتحدة.